# Postgaardi
Postgaardi — рід одноклітинних еукаріот типу Euglenozoa. У роді описаний всього один вид — Postgaardi mariagerensis. Висловлювалася думка про те, що цей вид може бути включений в рід Calkinsia, але за станом на 2009 рік цей вид ще був недостатньо добре вивчений, щоб можна було точно визначити його таксономічний статус.
Postgaardi mariagerensis мешкає глибоко на морському дні, в умовах низького вмісту кисню.